# Домінік Вільчек
Домінік Вільчек (пол. Dominik Wilczek) — львівський міський райця (1683-1708), вперше обраний в 1683 р., та королівський секретар Яна III Собеського. Бурмистр Львова (1686, 1688, 1692, 1694, 1701, 1704). Завершив родинний рукопис «Нариси роду Вільчек».

## Життєпис
Його дідом був лавник і бурмістр радецький Станіслав Вільчек, батьком — райця Домінік Вільчек. У 1691, 1696, 1703 роках обирається війтом. Був бургомістром Львова в 1704 році, коли до того неприступне місто взяв шведський король Карл ХІІ. Ось як описує ці події Фредерик Папе:
| Шведи на Ринку повитягали вино з пивниць радних і, попиваючи, гукали до себе: «вельможний пане, вітаю тебе у руському Львові!» Заледве заносилося на світанок дня 6 вересня 1704. У радній залі Ратуші зайняв місце генерал Стенбок, при ньому канцлер Піппер і инші достойники. Бургомістр міста Домінік Вільчек і радні стояли смутні під стіною, чекаючи своєї долі. «Навіщо підняли супроти нас зброю?» – грізно закричав генерал. «Бо такий наказ отримали» – відповіли радні. Були при тому також каноніки катедральні, і один із них, ксьондз Томаш Юзефовіч*), промовив до канцлера такими словами: «Є ми тут в надії, що отримаємо ласку від тебе, Ясновельможний Пане, не відаючи, що буде з нами. Тим часом озброєний жовняр обдирає доми наші і костели, забираючи як приватну, так і суспільну власність. Що потім матимемо, якщо переможний і розлючений жолдак все забере? Адже ціле місто, заповнене військом, осквернене кров’ю своїх мешканців, повне трупів, в покорі благає милосердя». І збагнув тоді канцлер, що не буде з чого витиснути контрибуцію, отож «порадившись з якимось військовим, видав наказ припинення подальшого грабунку[1]. |

## Сім'я
Дружина: Тереза. Відомі діти:
- Домінік[2]
- Станіслав
- Міхал-Марцін, охрещений 8 жовтня 1690 року у Львівській латинській катедрі.[3]